# Abu al-Faḍl Jaʻfar ibn ʻAli al-Dimashqi
Abū al-Faḍl Jaʻfar ibn ʻAlī al-Dimashqī (árabe: أبو الفضل جعفر بن علي الدمشقي; fl. siglo XII) fue un próspero comerciante musulmán de Damasco. Es conocido principalmente por ser el autor del Kitab al-Isharah ila Mahasin at-Tijarah wa Marifat Jayyid al-Aʼrad wa Kadiiha wa Ghush-ush al-Mudallisin fiha ("Una guía sobre los méritos del comercio y el reconocimiento tanto de mercancías buenas como defectuosas y los fraudes de aquellos que comercian deshonestamente").
Casi no se sabe nada sobre la vida de al-Dimashqí. Fue uno de los escritores musulmanes influenciados por fuentes griegas, particularmente por el neopitagórico Brisón de Heraclea.
Se sabe que los manuales de mercaderes forman parte de un género literario que comenzó a difundirse en Occidente a finales del siglo XIII. No obstante, existen al menos dos manuales anteriores a ese siglo. El primero de ellos, considerado el más antiguo del que se tiene conocimiento, fue escrito por un autor árabe, Abu al-Fadhl al-Dimashqí, y lleva por título Le livre relatif aux beautés du commerce et à la connaissance des bonnes et mauvaises marchandises et des falsifications (que) les trompeurs (commettent) sur elles ("El libro relativo a las bellezas del comercio y al conocimiento de las mercancías buenas y malas, y de las falsificaciones que los estafadores cometen en ellas"). La fecha exacta de su composición es incierta. André E. Sayous sugiere que fue escrito entre los siglos XI y XII, en Siria, mientras que Robert S. López cita el estudio de C. Cahen de 1962, que indica que el manual fue redactado en el siglo V de la Hégira, o en el siglo XI de la Era Cristiana.

## Ideas económicas
Este breve manual fue publicado en El Cairo en 1318 y aborda la diversidad de mercancías: desde productos exóticos y de lujo, como piedras preciosas, perfumes, especias, telas finas y colorantes, hasta metales como hierro, acero, cobre, plomo, zinc y mercurio. También cubre productos alimenticios como trigo, harina, aceite, miel, carne, grasa y frutas, además de la compra y venta de esclavos y animales de tiro. Asimismo, incluye una descripción detallada de las principales operaciones comerciales y financieras, como compras al contado y a crédito, contratos y préstamos, entre otros temas de interés para los comerciantes.
A diferencia de muchos otros escritores musulmanes, al-Dimashqí aprobaba la riqueza por sí misma. Su obra elogia el comercio como una actividad económica y demuestra un profundo entendimiento de los roles de la oferta y la demanda, así como de la incertidumbre asociada a ellos. Según Louis Baeck, profesor de Economía Internacional y Desarrollo en la Universidad Católica de Lovaina (Bélgica), al-Dimashqí "formuló lo que los economistas modernos llamarían teoría del precio". En esta teoría, al-Dimashqí "hace una distinción entre períodos normales, en los cuales los precios del mercado se basan en el costo de producción, y períodos de escasez o exceso de oferta, en los que se manifiestan los impulsos de los especuladores".
En la Guía sobre los méritos del comercio, expresa su desaprobación de la intervención directa del estado en la economía. Al-Dimashqí también enfatiza la necesidad de la división del trabajo para el desarrollo económico:

Ningún individuo puede, debido a la brevedad de su vida, cargarse a sí mismo con todas las industrias. Si lo hace, puede que no sea capaz de dominar las habilidades de todas ellas, de principio a fin. Todas las industrias son interdependientes. La construcción necesita al carpintero, el carpintero necesita al herrero y el herrero necesita al minero, y todas estas industrias necesitan instalaciones. Por lo tanto, las personas se ven obligadas por las circunstancias a agruparse en ciudades para ayudarse mutuamente a satisfacer sus necesidades mutuas".